# コミタン (チアパス州)
コミタン・デ・ドミンゲス（Comitán de Domínguez）
は、メキシコのチアパス州にある市、基礎自治体。通常は単にコミタンと呼ばれる。グアテマラ国境に近い。プエブロ・マヒコのリストに名を連ねる観光都市。国際的な知名度は高くないため、観光客の大半はメキシコ人とグアテマラ人である。街の周辺にはマヤ文明の遺跡が点在している。
標高1600mの高原にあるため、夏の暑さは穏やかである。